# Het IJ voor Amsterdam, van de Mosselsteiger gezien
Het IJ voor Amsterdam, van de Mosselsteiger gezien is een schilderij van Ludolf Bakhuizen in het Rijksmuseum in Amsterdam.

## Voorstelling
Het stelt een houten kade voor met veel bedrijvigheid. Een schip wordt uitgeladen. Reizigers, waaronder enkele vrouwen met kinderen, wachten op de volgende boot. Op de voorgrond bevinden zich balen en vaten met handelswaar en reizigersbagage, zoals een koffer en een mand.

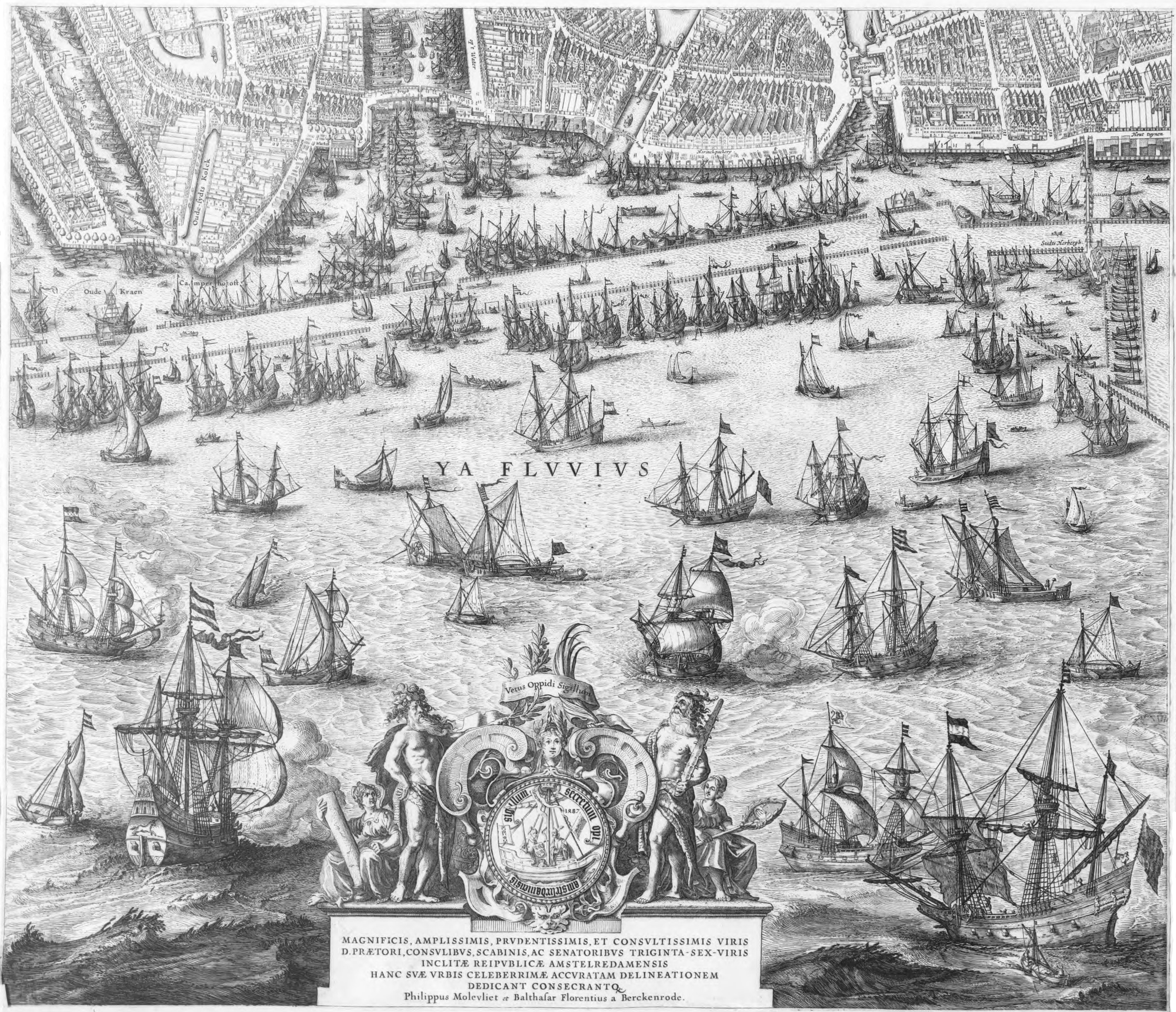
Balthasar Florisz. van Berckenrode. Plattegrond van Amsterdam met rechts de 'Mosselsteiger'.

Volgens een veilingcatalogus uit 1808 stelt het voor ‘een gedeelte van het IJ, aan de Mosſelſteiger te Amsterdam’. De Mosselsteiger was een vrij lange steiger gelegen aan de Houttuinen vlak bij de Haringpakkerstoren. Deze steiger deed ook dienst als brug tussen de stad en de Oude Stadsherberg. Volgens diezelfde catalogus is de persoon links die helemaal in het zwart gekleed is de schilder Bakhuizen zelf.

## Toeschrijving en datering
Het werk is onder, links van het midden, op de koffer gesigneerd en gedateerd ‘1673 / L. Backhuy’.

## Herkomst
Het werk is afkomstig uit de verzameling van de Rotterdamse verzamelaar Gerrit van der Pot, heer van Groeneveld. Het werk op 6 juni 1808 door het Rijksmuseum gekocht op de boedelveiling van Van der Pot in Rotterdam.